# Shadow Ridge High School (Nevada)
Die Shadow Ridge High School ist eine öffentliche Schule in Las Vegas, Nevada, USA. Sie wurde 2003 eröffnet und ist Teil des Clark County School District. Das Motto der Schule lautet „First in Spirit, First in Pride“, die Schulfarben sind Navy-Blau und Grau.

## Advanced Placement Program
An der Shadow Ridge High School können Schüler und Schülerinnen Advanced-Placement-Kurse belegen, welche Unterricht auf College-Niveau bieten und später an Hochschulen und Universitäten als Studienleistungen anerkannt werden können. Die Fächer Biologie, Chemie, U.S. Government, Weltgeschichte, Geschichte der Vereinigten Staaten, Psychologie, Englische Literaturwissenschaft, Englische Sprachwissenschaft, Kunst, Mathematik und Spanische Sprach- und Literaturwissenschaft werden an der Shadow Ridge High School als Teil des AP-Program angeboten.

## Clubs und Sport
Die Shadow Ridge High School bietet über 20 Sportteams und 30 belegbare Clubs. Dazu zählen der Art Club, die Black Student's Union (BSU), der Chess Club, der International Club, der Journalism Club, die LGBTQ+ Society, der Speech and Debate Club, und Science Bowl.

## Alumni
- Dia Frampton, US-amerikanische Singer-Songwriterin
- Korey Toomer, Linebacker der Los Angeles Chargers, National Football League (NFL)
- Ryan Van Bergen, Defensive Lineman der Carolina Panthers (NFL) und der University of Michigan.